# Leonard McCoy
Leonard H. "Bones" McCoy je izmišljeni lik iz serijala Zvjezdane staze. U originalnoj seriji glumio ga je DeForest Kelley, a u filmu iz 2009. Karl Urban. Lik se pojavljuje i u sedam filmova te u pilot epizodi Zvjezdanih staza: Nova generacija.
McCoy je glavni doktor na Enterpriseu i bliski prijatelj kapetana Jamesa T. Kirka.

## Vanjske poveznice
- Memory Alpha - dr. Leonard McCoy  Arhivirana inačica izvorne stranice od 15. lipnja 2010. (Wayback Machine)
- Star Trek - Leonard McCoy  Arhivirana inačica izvorne stranice od 16. lipnja 2010. (Wayback Machine)